# Pierre Clerdent
Pierre Charles Jean Joseph graaf Clerdent (Luik, 29 april 1909 - Chaudfontaine, 11 juni 2006) was een Belgische politicus voor de Katholieke Partij, de UDB en de PRL.

## Levensloop
Clerdent was een zoon van Frédéric Clerdent en Marie Lemaire. Hij trouwde in 1940 met Simone Lambeaux (1909-1994). Het echtpaar bleef kinderloos. Hij promoveerde in 1934 tot doctor in de rechten aan de Universiteit Luik en begon zijn carrière als advocaat-stagiair bij minister Paul Tschoffen. Daarna was hij van 1934 tot 1945 advocaat aan het Hof van Beroep in Luik. In 1939 werd hij particulier secretaris van minister Antoine Delfosse.
Bij de aanvang van de Tweede Wereldoorlog, was Clerdent afgevaardigde van de minister bij het Nationaal Instituut voor de Radio-omroep. Op verzoek van Delfosse stichtte hij na juli 1940 de Armée de Libération, waarvan hij de nationale leider werd. Hij werd kolonel in het verzet, voorzitter van de Nationale Unie en van de Nationale Raad van de Weerstand. De Belgische regering in Londen benoemde hem in 1943 tot haar vertegenwoordiger voor de radio-omroep in bezet gebied.
Na de Tweede Wereldoorlog werd hij politiek actief bij de travaillistische Union Démocratique Belge, die echter geen succes kende. Ook was hij in oktober 1945 aanwezig op het Waals Nationaal Congres, daar hij begaan was met de economische problemen in Wallonië. Van 1946 tot 1953 was hij provinciegouverneur van Luxemburg en droeg in die hoedanigheid bij aan de stichting en de ontwikkeling van de Economische Raad van de provincie. Daarna was hij van 1953 tot 1971 provinciegouverneur van Luik. In deze functie was hij verantwoordelijk voor de oprichting van de provinciale maatschappij voor industrialisatie en was hij betrokken bij de activiteiten van het Europees Comité ter Verbetering van het Maasverkeer en de Maas-Rijnverbinding. Van 1962 tot 1968 was hij ook de eerste voorzitter van de Conseil économique wallon.
In 1971 nam Clerdent om gezondheidsredenen ontslag als gouverneur. Vervolgens was hij van 1971 tot 1981 voorzitter van de raad van bestuur van staalbedrijf Cockerill en van 1973 tot 1990 voorzitter van de raad van bestuur van Union Minière et industrielle.
In 1981 werd Clerdent op 72-jarige leeftijd opnieuw politiek actief. Op vraag van partijvoorzitter Jean Gol voerde hij dat jaar de Senaatslijst van de PRL in het arrondissement Luik aan. Hij werd verkozen tot rechtstreeks gekozen senator en bleef deze functie uitoefenen tot in 1987. Vervolgens was hij van 1988 tot 1991 gecoöpteerd senator. In de Senaat verdedigde hij de solidariteit tussen Wallonië en Brussel en was hij een groot voorstander van de doortocht van de TGV in Wallonië en van een stopplaats in Luik, om Wallonië in verbinding te kunnen stellen met de grootste verkeersknooppunten in Europa en zo de economische reconversie van de regio te vergemakkelijken. Door het toen bestaande dubbelmandaat was hij van 1981 tot 1987 ook lid van de Waalse Gewestraad en de Franse Gemeenschapsraad.
In 1971 werd hij opgenomen in de Belgische adel met de titel van baron. In 1995 werd hem de titel van graaf verleend.